# Église Saint-François-de-Sales de Saint-Maur-des-Fossés
L'église Saint-François-de-Sales est une église catholique située à Saint-Maur-des-Fossés, dans le diocèse de Créteil (Val-de-Marne), en France. C'est un des trois points de départ du pèlerinage de Notre-Dame des Miracles.

## Description
C'est un bâtiment en béton qui était à l'origine une simple chapelle.

## Historique
L'histoire de cette église date de la création du quartier d'Adamville à la fin du XIXe siècle. Elle a été agrandie en 1907. Des collatéraux ont été ajoutés en 1918 d'après les plans de Guillemot, puis un clocher en 1925.